# Andre Emmett
Andre Emmett (Dallas, 27 agosto 1982 – Dallas, 22 settembre 2019) è stato un cestista statunitense.

## Carriera
È stato selezionato dai Seattle SuperSonics al secondo giro del Draft NBA 2004 (35ª scelta assoluta).

## Morte
È morto il 22 settembre 2019, nella natia Dallas, dopo essere stato coinvolto in una sparatoria.